# Raphael Lea'i
Raphael Lea'i (Honiara, 9 de septiembre de 2003) es un futbolista salomonense que juega de delantero en el Rosario Central. Es internacional con la selección de fútbol de Islas Salomón.
En 2023 se convirtió en el primer jugador de su país en jugar en una liga europea tras su fichaje por el FK Velež Mostar bosnio.

## Carrera internacional
Lea'i fue un talento precoz dentro del fútbol de Oceanía, pues con 14 años disputó la Copa de Oceanía de Fútbol Sala sub-17, donde marcó 34 goles en seis partidos, así como los Juegos Olímpicos de la Juventud de 2018 en Buenos Aires, donde marcó 7 goles.
En 2019 disputó la Copa Mundial de Fútbol Sub-17 de 2019.
Su debut con la selección absoluta no se hizo esperar, convirtiéndose en el futbolista clave de Islas Salomón desde el principio, con partidos como el 3-1 a la selección de fútbol de Tahití en un partido de Clasificación de OFC para la Copa Mundial de Fútbol de 2022, con un triplete de Raphael.

## Clubes
| Club              | País                 | Año       |
| ----------------- | -------------------- | --------- |
| Marist FC         | Islas Salomón        | 2018      |
| Henderson Eels FC | Islas Salomón        | 2019-2023 |
| FK Velež Mostar   | Bosnia y Herzegovina | 2023-2024 |
| Adelaide City FC  | Australia            | 2024-Act. |
| Rosario Central   | Argentina            | 2025-act. |